# Black Ocean
Albums de Masashi Hamauzu
Final Fantasy XIII
(2012) Exotica
(2012)
Black Ocean, en tant que premier album du groupe IMERUAT, se veut le projet fondateur du style musical du duo formé par la chanteuse Mina, descendante des Aïnous et de Masashi Hamauzu, compositeur de musique de jeu vidéo. À travers ses treize pistes, le disque cherche à marier différents éléments de la culture folklorique aïnoue, sa langue et ses instruments (mukkuri et tonkori notamment), à des styles musicaux plus modernes ou occidentaux.
Les influences classiques ou électroniques de Masashi Hamauzu se marient aux chants traditionnels, souvent en langue aïnoue, de la chanteuse originaire de Hokkaidō Minako Inoue. Mais s’il représente une réhabilitation paisible de cette culture longtemps reniée par le Japon, Black Ocean est avant tout une vision du monde tantôt chaleureuse (Morning Plate), tantôt agacée (Left), de Minako Inoue et de Masashi Hamauzu. Bien qu’entièrement composé par ce dernier, l’album voit également figurer des arrangeurs proches de son univers : Mitsuto Suzuki, avec qui il a collaboré sur Final Fantasy XIII et Final Fantasy XIII-2, et Tôru Tabei, ami guitariste qu'il connaît depuis l'université.

## Titres
| 1.    | Black Ocean    | 5:00 |
| 2.    | Cirotto        | 3:06 |
| 3.    | Leave me Alone | 2:54 |
| 4.    | Giant          | 4:00 |
| 5.    | Haru no Kasumi | 3:58 |
| 6.    | Left           | 4:48 |
| 7.    | 6Muk           | 6:18 |
| 8.    | Morning Plate  | 3:30 |
| 9.    | Imeruat        | 4:55 |
| 10.   | Little Me      | 2:22 |
| 11.   | Battaki        | 3:54 |
| 12.   | Yaysama        | 1:24 |
| 13.   | Springs        | 2:41 |
| 48:50 |                |      |